# Ljiljana Bogojević
Ljiljana Bogojević (Varaždin, 15. ožujka 1962.) je hrvatska kazališna, televizijska i filmska glumica.

## Filmografija

### Televizijske uloge
- "Oblak u službi zakona" kao turistička službenica (2022.)
- "Metropolitanci" kao Slavica Serdar (2022.)
- "Kumovi" kao Ruža (2022.)
- "Bogu iza nogu" kao Eva (2021.)
- "Dnevnik velikog Perice" kao Milena Jovanović (2021.)
- "Drugo ime ljubavi" kao medicinska sestra (2020.)
- "Ko te šiša" kao inspektorica (2017.)
- "TIN: 30 godina putovanja" kao gazdarica u Selskoj ulici (2017.)
- "Crno-bijeli svijet" kao carinica (2015.)
- "Provodi i sprovodi" kao Dobričina udovica (2011.)
- "Policijske priče" (2011.)
- "Dolina sunca" kao Elza (2010.)
- "Stipe u gostima" kao Sonja / Jagica / konobarica / Olgica (2008. – 2014.)
- "Zakon ljubavi" kao Sanja Perica (2008.)
- "Tužni bogataš" kao prodavačica cvijeća (2008.)
- "Cimmer fraj" kao Viki "Vinka" Fabro (2006. – 2007.)
- "Odmori se, zaslužio si" kao Kristina (2006. – 2013.)
- "Luda kuća" kao Mirjana (2006.)
- "Kad zvoni?" kao Lela (2005.)
- "Zabranjena ljubav" kao Tihanina mama Melita Lukač (2005.)
- "Zlatni vrč" kao sutkinja (2004.)
- "Vikend na mrtovci" kao Erna (1990.)
- "Teatarce Levo kose" (1987.)
- "Putovanje u Vučjak" (1986.)
- "Dosije" (1986.)

### Filmske uloge
- "Kaymak" kao doktorica Špišić (2022.)
- "Hortikultura" (kratki film) kao Anđelka (2021.)
- "Zbornica" kao Zora (2021.)
- "Njemački inat" (kratki film) kao Ljiljana (2020.)
- "Više ne znam ko smo mi" (kratki film) kao doktorica Mirković (2019.)
- "Bog postoji, njeno ime je Petrunija" kao žena u tvornici (2019.)
- "Nepoznati prijatelj" kao Ankina baka (2018.)
- "Za ona dobra stara vremena" kao Smilja (2018.)
- "Duboki rezovi" (2018.)
- "Prije podne" (kratki film) kao mama (2015.)
- "Takva su pravila" kao žena u čekaonici (2014.)
- "Šegrt Hlapić" kao susjeda (2013.)
- "Zabranjeno smijanje" kao Mia (2012.)
- "Fleke" kao Manda (2011.)
- "Duh babe Ilonke" kao učiteljica (2011.)
- "Majka asfalta" kao putnica u tramvaju (2010.)
- "Čovjek ispod stola" kao Kata (2009.)
- "Metastaze" kao Filipova majka (2009.)
- "Nije kraj" kao glavna medicinska sestra (2008.)
- "Tri ljubavne priče" kao Ruža (2006.)
- "Snivaj, zlato moje" kao gospođa Hižak (2005.)
- "Tu" kao Želja (2003.)
- "Zaminuvanje od Paskvelija" kao Ženata na Žurlo (1992.)
- "Orao" kao Zdravka (1990.)
- "Oblaci" (1988.)
- "Gospodski život Stipe Zvonarova" kao Mara (1988.)
- "Vikend na mrtovci" kao Erna (1988.)
- "Kliment Ohridski" kao moma vo manastirot (1986.)
- "Sretna Nova '49" (1986.)
- "Neobični sako" (1984.)